# Eidkrise

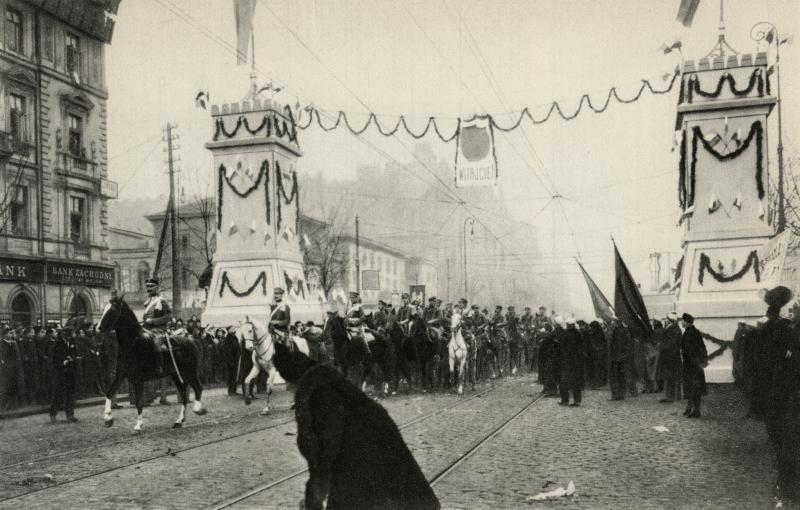
Einmarsch der Legionen in Warschau am 15. Dezember 1916

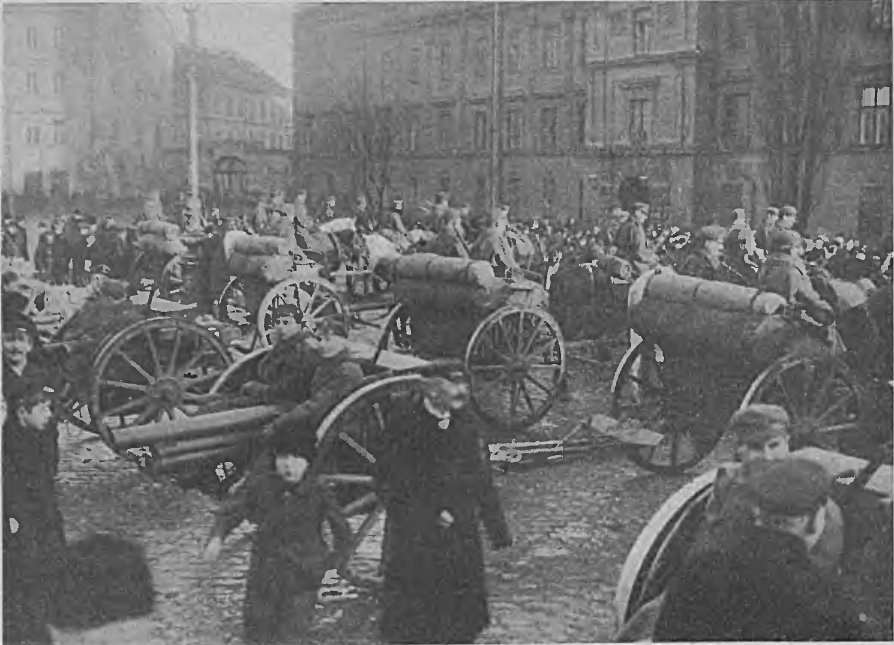
Aufmarsch einer Artillerieeinheit der Legionen auf dem Schlossplatz in Warschau, Januar 1917

Als Eidkrise (polnisch Kryzys przysięgowy) werden die Vorgänge um die Verweigerung des Treueeides der vormaligen Einheiten der Polnischen Legionen gegenüber dem Deutschen Reich und Österreich-Ungarn im Ersten Weltkrieg bezeichnet. Im Jahr 1917 stellten sich die meisten Angehörigen der Legionen aufgrund der geänderten Kriegsverhältnisse gegen die Übernahme in eine von der deutschen Heeresleitung zu führende polnische Armee. Forderung und Verweigerung des Eides führten zu einer Verschlechterung des politischen Verhältnisses zwischen den bisherigen Verbündeten.

## Verlauf der Krise
Im Spätsommer 1915 war das seit den polnischen Teilungen von Russland annektierte Weichselland an die im Osten bislang siegreichen Truppen der Mittelmächte gefallen. Das Deutsche Reich präferierte zu diesem Zeitpunkt die Schaffung eines weitgehend unabhängigen, polnischen Königreiches. Dieser Staat sollte, militärisch an Deutschland angebunden, eine Pufferfunktion zur Großmacht Russland übernehmen. Allerdings kursierten auf deutscher Seite Pläne zur Annexion eines mehr oder minder breiten „Grenzstreifens“, aus dem die polnische und jüdische Bevölkerung ausgesiedelt werden sollte. Die Wiener Politik zielte dagegen in Abstimmung mit tonangebenden adlig-galizisch-polnischen Kreisen darauf ab, ganz Russisch-Polen abzutrennen, mit dem Kronland Galizien zu vereinigen und in die Donaumonarchie aufzunehmen, die dadurch von der Doppel- zur Tripelmonarchie geworden wäre (die sogenannte austro-polnische Lösung). Im Oktober 1916 einigten sich die Vertreter des Deutschen Reiches und der Habsburgermonarchie auf eine schnelle Umsetzung des Planes, um eine neu zu schaffende polnische Armee, das Polnische Hilfskorps – als Bestandteil der verbündeten Heere – zur Unterstützung der eigenen Kriegsziele (auch im Westen) einsetzen zu können.

### Polnisches Hilfskorps
Am 19. September 1916 wurde das Polnische Hilfskorps – unter Einbeziehung der bisherigen Legionen – unter Führung von Stanisław Szeptycki gebildet. Das Hilfskorps wurde von Befürwortern auch als „Polnische Armee“ bezeichnet. Am 5. November wurde das Regentschaftskönigreich Polen vom Warschauer Generalgouverneur Hans von Beseler ausgerufen. Details zu Grenzen und Regierung gab er allerdings nicht bekannt. Bereits am 9. November 1916 kam es zu einem ersten Aufruf an die polnische Bevölkerung im vormaligen Weichselland, sich zu der neuen polnischen Armee zu melden. Dieser Aufruf wurde von der polnischen Unabhängigkeitsbewegung als verfrüht kritisiert, da es zu dem Zeitpunkt noch gar keinen unabhängigen Staat gab. Im Dezember 1916 trafen erste Einheiten der Legionen unter Szeptycki in Warschau ein.
Józef Piłsudski trat zwar dem am 14. Januar 1917 gegründeten Provisorischen Staatsrat des Regentschaftskönigreichs bei. Er stellte sich jedoch gegen den Wunsch der Deutschen nach einer Eingliederung der polnischen Truppen in das Deutsche Heer. Piłsudski hielt an seiner Forderung nach einer eigenen Armee unter einer polnischen Regierung fest. Das umso mehr, nachdem die Februarrevolution 1917 in Russland den früheren Besatzer und Kriegsgegner zusätzlich geschwächt hatte. Auch die Proklamation des neuen Königreichs vom 5. November sah er nicht als ersten Schritt zu einem unabhängigen Polen, sondern zur Schaffung eines Satelliten- und Pufferstaates für Deutschland. Piłsudski und seine Anhänger fühlten sich aber ausschließlich der Unabhängigkeit ihres Landes verpflichtet. Die Bündnisfrage stellte sich ihnen deshalb bei den geänderten Kriegsverhältnissen neu. Das Ende der Zarenherrschaft und die zunehmende Bereitschaft der Westmächte, die Wiederentstehung eines unabhängigen polnischen Staates zu unterstützen, veranlassten sie, die Zukunft Polens von der der Mittelmächte trennen zu wollen.
Da die deutsche Heeresleitung aber die Legionen in das neue Heer eingliedern wollte, war sie bestrebt, sich vom widerspenstigen Piłsudski und seinen Unterstützern, die als „aktivistische Linke“ gesehen wurden, zu trennen. Auch die österreichische Führung bemühte sich, Kritiker der neuen Armee zu ersetzen. Am 21. April 1917 entschied der Staatsrat mehrheitlich, den von deutscher Seite geforderten Aufruf an die wehrfähige polnischen Bevölkerung zum Beitritt zum Hilfskorps zu erlassen. Piłsudski enthielt sich bei der Abstimmung. Oberst Władysław Sikorski wurde als Verantwortlicher für die Rekrutierung ernannt. Das Hilfskorps sollte nun nur noch Polen aus dem vormaligen Weichselgebiet aufnehmen, solche aus Galizien sollten sich zur k.u.k.-Armee melden. Diese geplante Trennung der polnischen Truppen führte zu erneuten Unstimmigkeiten zwischen Polen und Vertretern der Mittelmächte.
Anfang Juli führte Piłsudski vor Edward Rydz-Śmigły und anderen, ihm ergebenen Offizieren der Legionen aus:

„Unser gemeinsamer Weg mit den Deutschen geht zu Ende. Russland, unser beider Feind, hat seine Rolle ausgespielt. Unsere Ziele passen nun nicht mehr zu denen der Deutschen. Es liegt im Interesse Deutschlands, die Alliierten zu schlagen; es liegt in unserem Interesse, dass die Alliierten die Deutschen schlagen. Wir sollten uns deshalb nicht der polnischen Armee anschließen, die jetzt von Deutschland aufgestellt wird.“

Im weiteren Verlauf kam es bei den Verhandlungen zur Ausgestaltung der bei der näherrückenden Vereidigung zu verwendenden Formulierung des Treueeides zu einer Verschärfung der Gegensätze. Der Streit eskalierte in einer heftigen Unterredung zwischen Beseler und Piłsudski. Am 2. Juli 1917 trat Piłsudski deshalb mit drei weiteren Vertretern aus dem Staatsrat aus. Am Folgetag akzeptierte der Rat die in Berlin ausgearbeitete Eidesformel.

### Verweigerung des Eides und Straffolgen

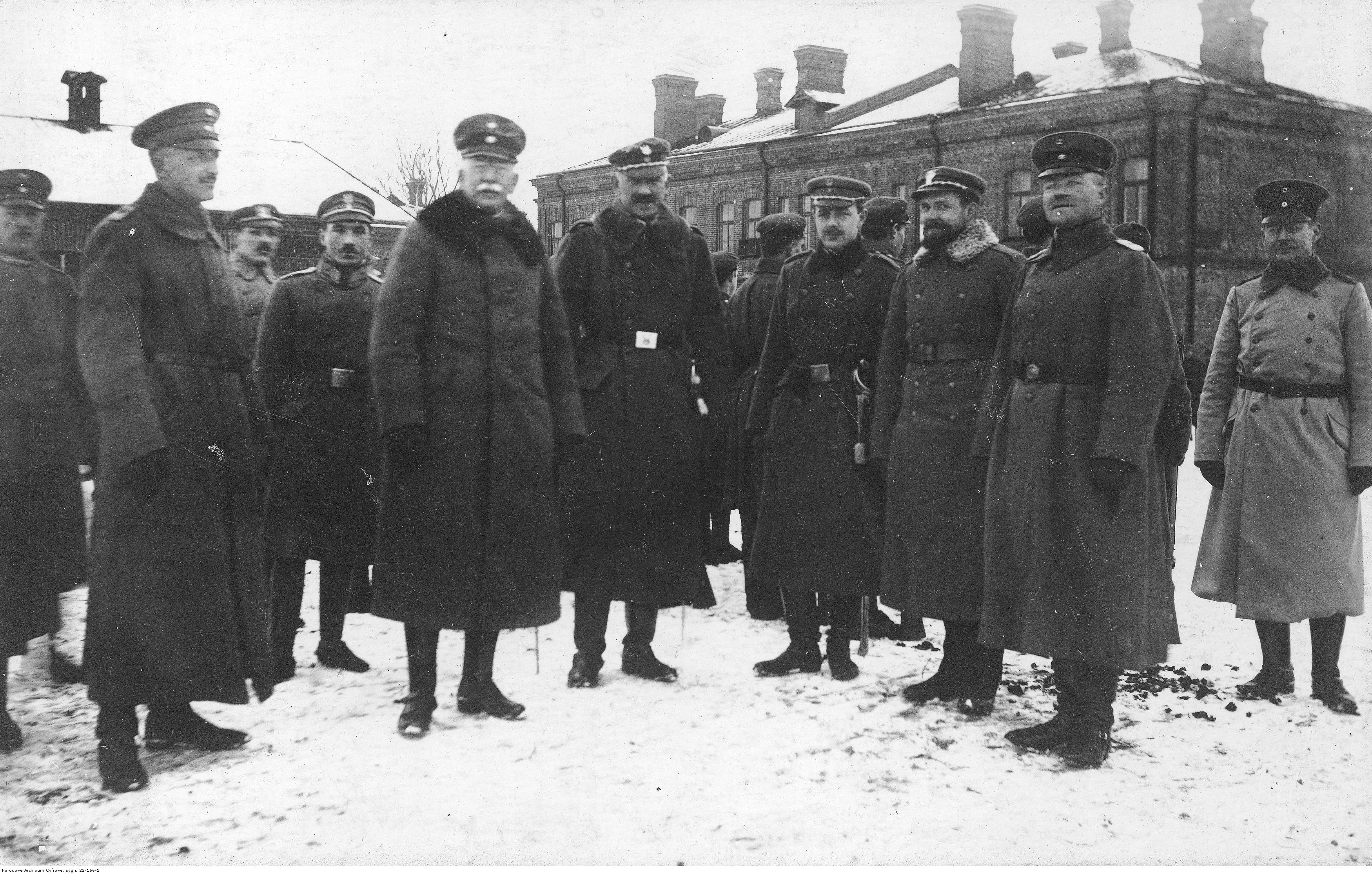
General der Infanterie Barth bei der Inspektion der Legion unter Stanislaw Szeptycki

Die Vereidigung sollte am 9. Juli 1917 in Warschau und zwei Tage später in den Provinzen stattfinden. Der von Beseler vorgelegte Eid mit Gottesbezug („tak mi, Boże, dopomóż!“; dt.: So Gott mir helfe) lautete:

„Ich schwöre zu Gott dem Allmächtigen, dass ich meinem Vaterlande, dem Polnischen Königreich und meinem künftigen König zu Lande und zu Wasser und an welchen Orten es immer sei, getreu und redlich dienen, in gegenwärtigem Kriege treue Waffenbrüderschaft mit den Heeren Deutschlands und Österreich-Ungarns und der ihnen verbündeten Staaten halten […] werde.“

Neben dem Schwur auf einen noch gar nicht bestimmten König wurde besonders die unübliche Vereidigung auf ein Bündnis mit den Heeren anderer Staaten kritisiert.
Piłsudski war bereits am 8. Juli nach Krakau gefahren. Er rief die Offiziere und Soldaten der Legionen auf, den Treueeid nicht zu leisten. Der Aufruf Piłsudskis führte zu einer Spaltung unter den polnischen Offizieren: Legionäre wie Stefan Rowecki verweigerten wie Piłsudski den Eid. Auch Rydz-Śmigły verweigerte den Schwur. Vor allem Angehörige der Piłsudski besonders nahestehenden I. und III. Brigade schlossen sich ihren Vorgesetzten an.
Piłsudskis frühere eigene I. Brigade (Kommandeur: Marian Januszajtis-Żegota) stellte sich nahezu geschlossen gegen den Eid, bei der III. Brigade (Kommandeur: Bolesław Roja) war es eine Mehrzahl der Angehörigen. Die von Józef Haller kommandierte II. Brigade legte dagegen zu großen Teilen den gewünschten Eid ab. Mitglieder dieser Brigade waren überwiegend österreichische Staatsbürger. Sie wurden in das nun neu strukturierte Polnische Hilfskorps übernommen, das nach Aufstockung über rund 7500 Mann verfügen sollte. Dieses Korps wurde in Folge unter Haller an der russischen Front eingesetzt und (Reste) 1918 bei Entstehung der unabhängigen Armee Polens in diese eingegliedert.
Der Rest der Legionen wurde aufgelöst. Die rund 1100 Legionäre, die über eine deutsche oder russische Staatsangehörigkeit verfügten und den Eid geleistet hatten, wurden in die ebenfalls neu aufgestellte Polnische Wehrmacht überführt, deren faktischer Kommandeur der deutsche General der Infanterie, Felix Barth, war. Die etwa 3000 Verweigerer, die aus Galizien stammten, wurden nach ihrer Degradierung zwangsweise in die k.u.k.-Armee eingegliedert. Sie wurden an der italienischen Front eingesetzt.
Die ebenfalls rund 3000 eidverweigernden Offiziere und Soldaten aus dem vormaligen Weichselland wurden in den späteren Kriegsgefangenenlagern in Szczypiorno und Beniaminów bei Nieporęt interniert. Die Legionen existierten damit nicht mehr. Im August 1918 wurden die internierten Eidesverweigerer aus den Straflagern entlassen. Einige meldeten sich zur Polnischen Wehrmacht, die so auf etwa 5000 Offiziere und Mannschaften anwuchs. Andere schlossen sich dem bewaffneten Untergrundkampf an. Dazu gehörte Rydz-Śmigły, der von Piłsudski (aus dessen Gefangenschaft) mit der Führung der zu dem Zeitpunkt bereits konspirativ wirkenden Polska Organizacja Wojskowa beauftragt wurde.
Szeptycki, bis April 1917 Oberkommandierender des Hilfskorps, erhielt auf der Fahrt nach Warschau Kenntnis von der Absage der feierlichen Aufstellung. Er setzte die Reise fort, beschränkte sich aber auf einen Besuch bei Hans von Beseler.
Sikorski hatte den Eid zwar abgelegt. Am 24. August trat er aber von dem Vorsitz als Chef der Rekrutierungskommission zurück; damit zog er die persönliche Konsequenz aus der Verweigerung des Eides durch einen so erheblichen Teil der Legionen. Ebenso lehnte er es ab, in der weiteren Organisation des Hilfskorps tätig zu sein. Er trat vielmehr wieder in die k.u.k.-Armee ein, in der er bereits zu Beginn seiner Laufbahn als Leutnant gedient hatte. Später gab Sikorski zu, dass Piłsudski mit seiner Entscheidung recht gehabt hatte; zu dem Zeitpunkt war das Verhältnis der beiden Männer aber bereits zerrüttet.

### Verhaftung Piłsudskis und Sosnkowskis
Am 22. Juli 1917 wurden Piłsudski und dessen engster Vertrauter und Stabschef Kazimierz Sosnkowski von Beseler in Schutzhaft genommen. Es erfolgte zunächst die Unterbringung in einem Danziger Gefängnis. Von dort aus wurden die beiden Inhaftierten in das Militärgefängnis Spandau bei Berlin verbracht und schließlich nach einem weiteren Aufenthalt in der Zitadelle Wesel nach einem Monat in der Festung Magdeburg interniert. Die beiden Offiziere wurden getrennt untergebracht und wussten nicht, dass sie sich im selben Gefängnis befanden.
Der von Prinz Max von Baden entsandte Harry Graf Kessler reiste am 8. November 1918 nach Magdeburg, um mit Piłsudski Einzelheiten der Freilassung zu erörtern. Am 10. November 1918 kehrten Piłsudski und Sosnkowski nach Entlassung aus der Magdeburger Haft nach Warschau zurück, wo sie von dem Regenten des Regentschaftskönigreich Polen, Prinz Zdzisław Lubomirski, empfangen wurden. Am 16. November 1918 wurde Sosnkowski zum Brigadegeneral ernannt.

### Folgen
Die Stimmung der Bevölkerung wandte sich nach der sogenannten Eidkrise in den Legionen und den folgenden Ereignissen zunehmend gegen die deutschen und österreichischen Behörden.
Nach der Internierung der eidesverweigernden Legionäre übten Angehörige der Partei KPSD (Komisja Porozumiewawcza Stronnictw Demokratycznych) scharfe Kritik an der Aufforderung des Rates, den Eid zu leisten. Auch der gemäßigt rechte Nationale Arbeiterbund NZR (Narodowy Związek Robotniczy) trat aus dem Nationalrat aus. Am 25. August 1917 hatten die Mitglieder des provisorischen Staatsrates ihre Mandate niedergelegt. Auf Anweisung der deutschen Regierung und in Absprache mit den österreich-ungarischen Verbündeten wurde deshalb ein Regentschaftsrat ernannt, der am 15. Oktober 1917 vereidigt wurde. Die Ernennung war von den Mittelmächten als vertrauensbildende Maßnahme gedacht.
Die Umstände der Eidkrise und vor allem die Inhaftierung Piłsudski erhöhten dessen Popularität in der polnischen Bevölkerung. Die Vorgänge sollten seine Nachkriegskarriere wesentlich befördern. Von nun an hatte er den Nimbus eines Märtyrers.
Am 12. Oktober 1918 wurden die Polen erneut aufgefordert, der polnischen Armee, nun unter dem Oberbefehl des Regentschaftsrates, beizutreten. Der Regentschaftsrat und die von ihm berufene Regierung konnte sich innenpolitisch jedoch nicht durchsetzen. Zu unversöhnlich standen sich die Narodowa Demokracja mit ihrem in Paris lebenden Führer Roman Dmowski und die Polnische Sozialistische Partei mit der POW (deren Führer Piłsudski noch in Magdeburg interniert war) gegenüber.

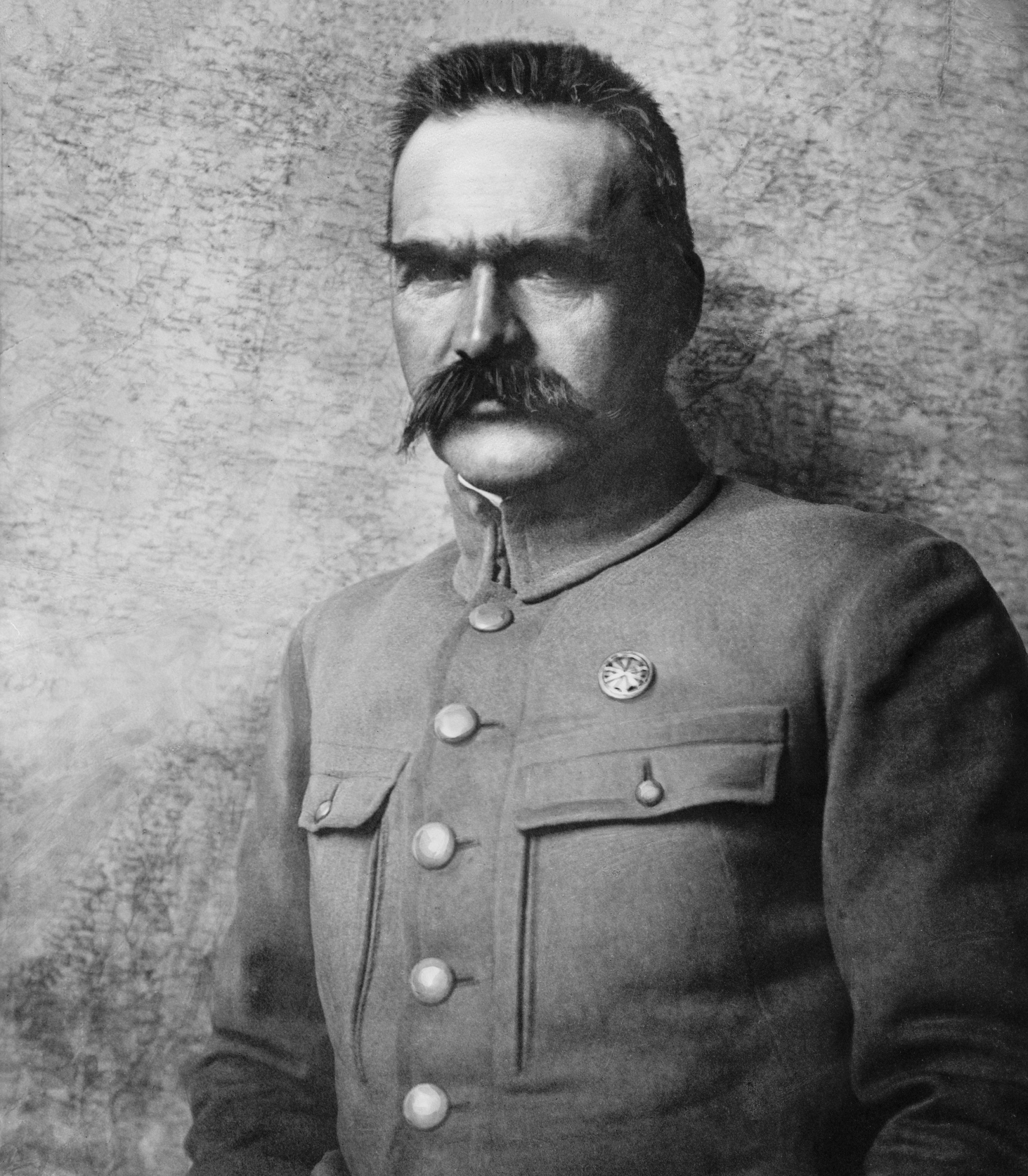
Józef Piłsudski, Verursacher der Eidkrise
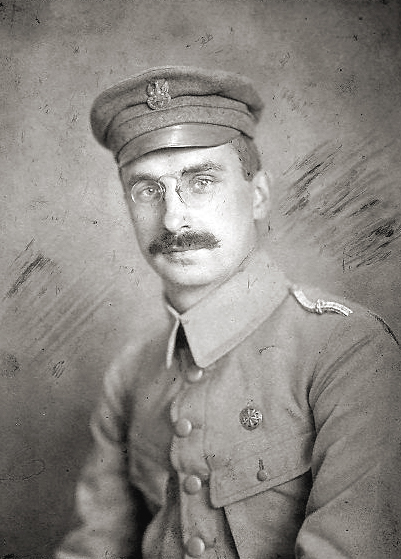
Kazimierz Sosnkowski, Vertrauter Piłsudskis, vormals Stabschef
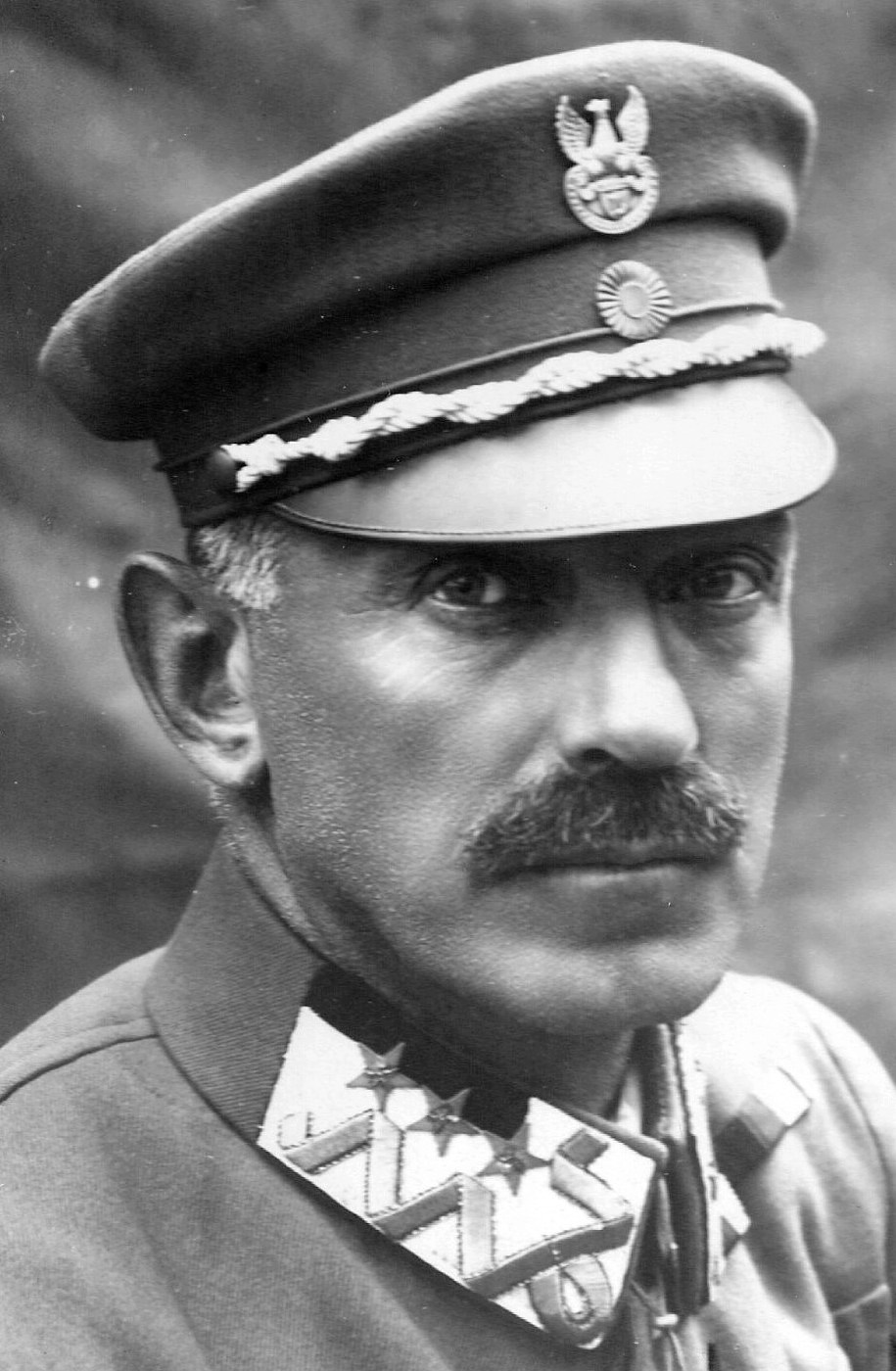
Stanisław Szeptycki, Kommandeur des Polnischen Hilfskorps
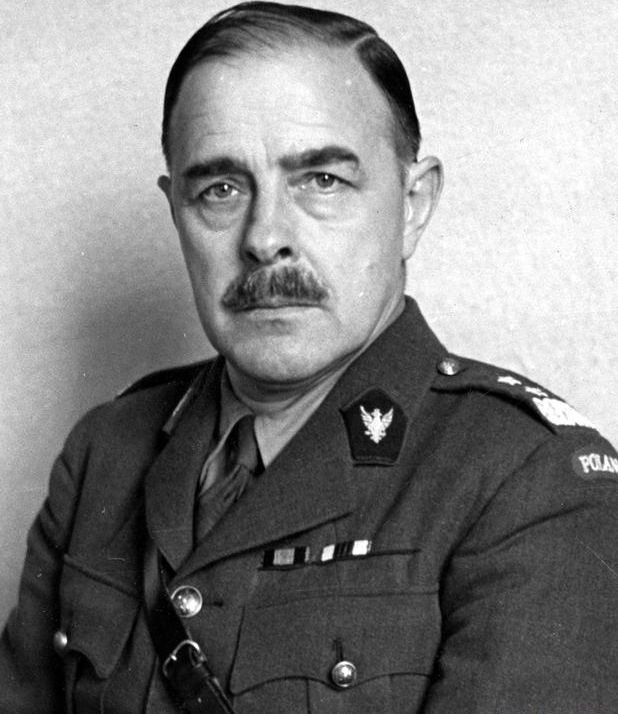
Marian Januszajtis-Żegota, Kommandeur der I. Brigade
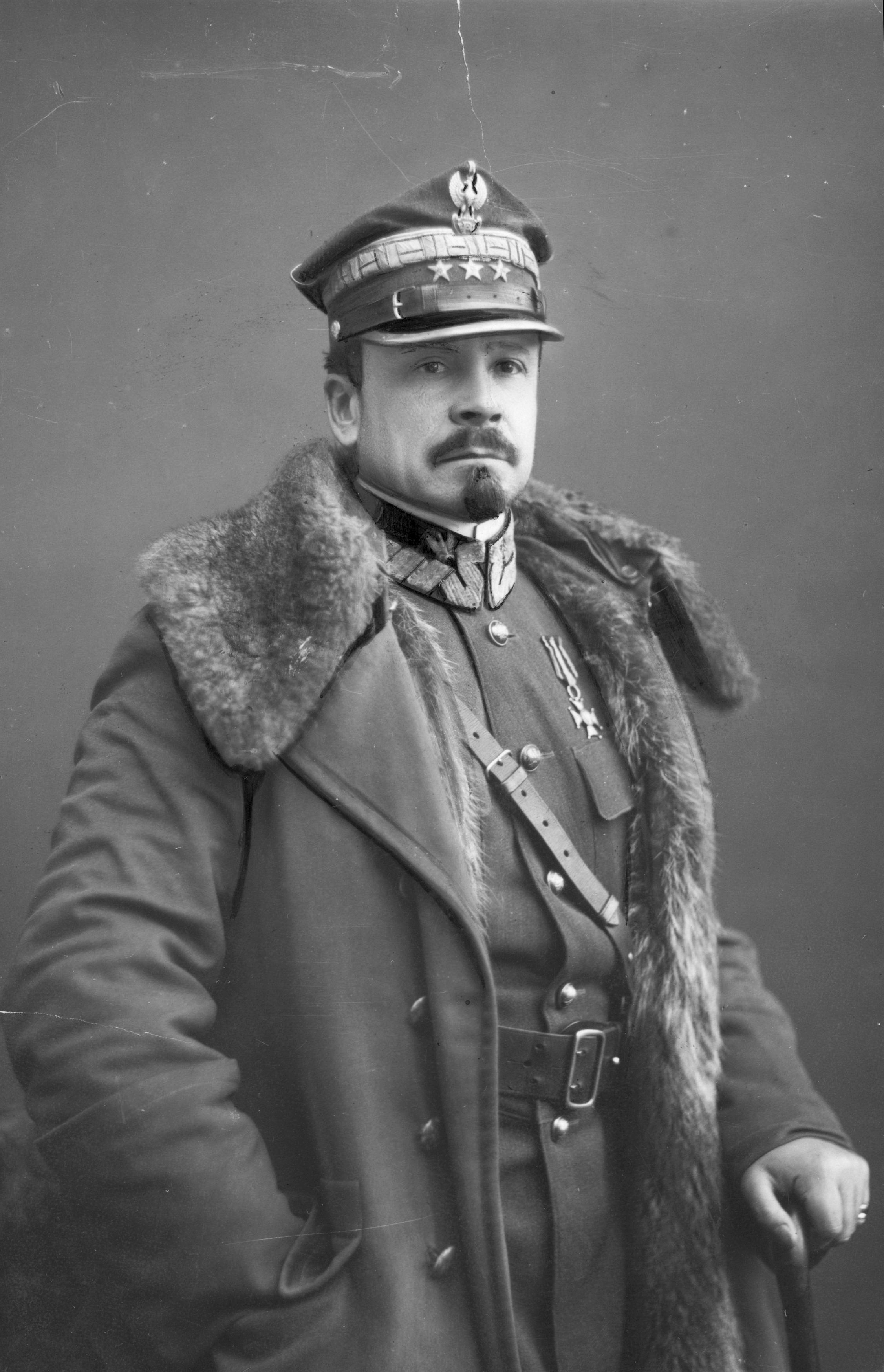
Józef Haller, Kommandeur der II. Brigade
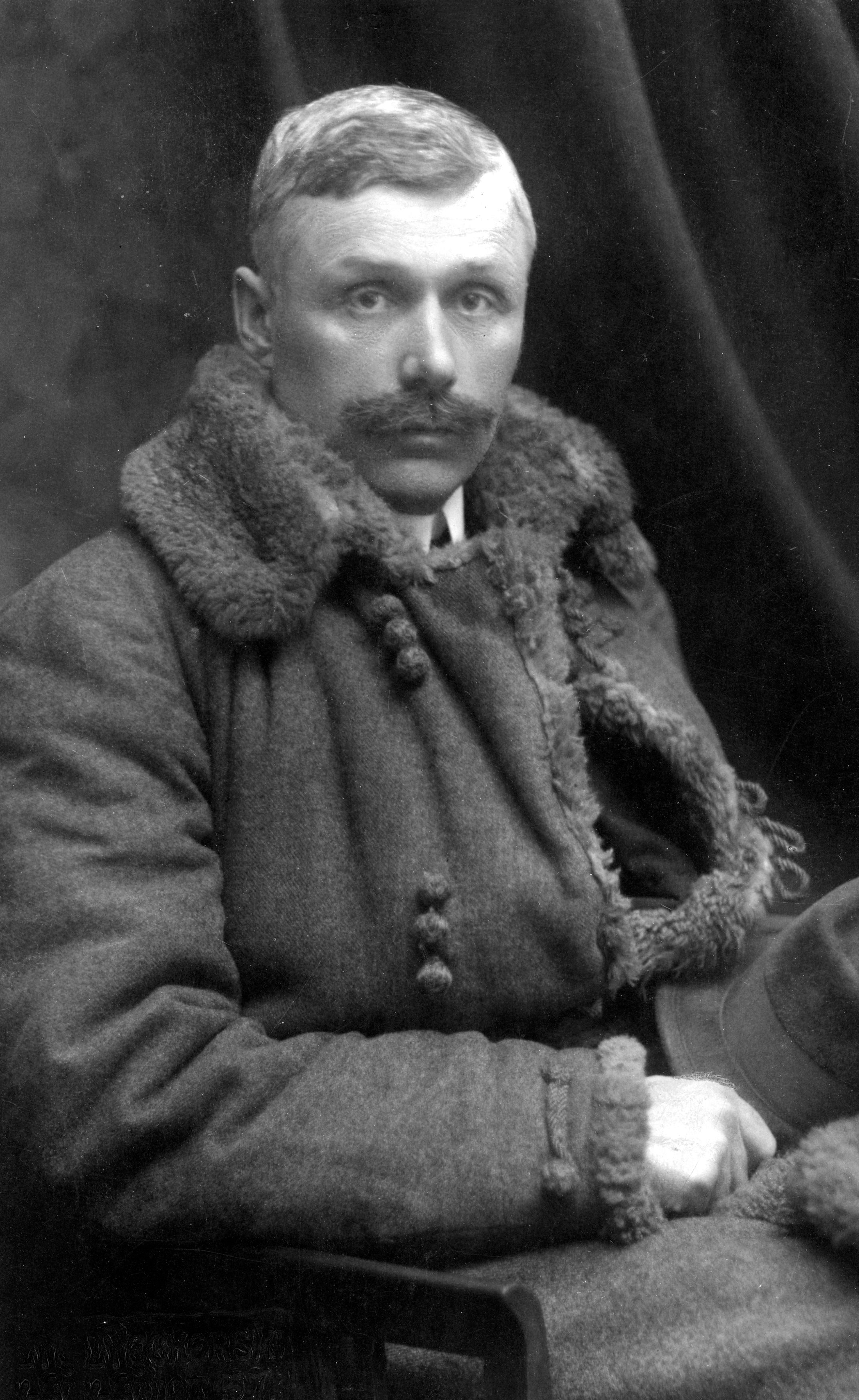
Bolesław Roja, Kommandeur der III. Brigade